# Lycodes nishimurai
Lycodes nishimurai is een straalvinnige vissensoort uit de familie van de puitalen (Zoarcidae). De wetenschappelijke naam van de soort is voor het eerst geldig gepubliceerd in 2005 door Shinohara & Shirai.